# Clara Louise

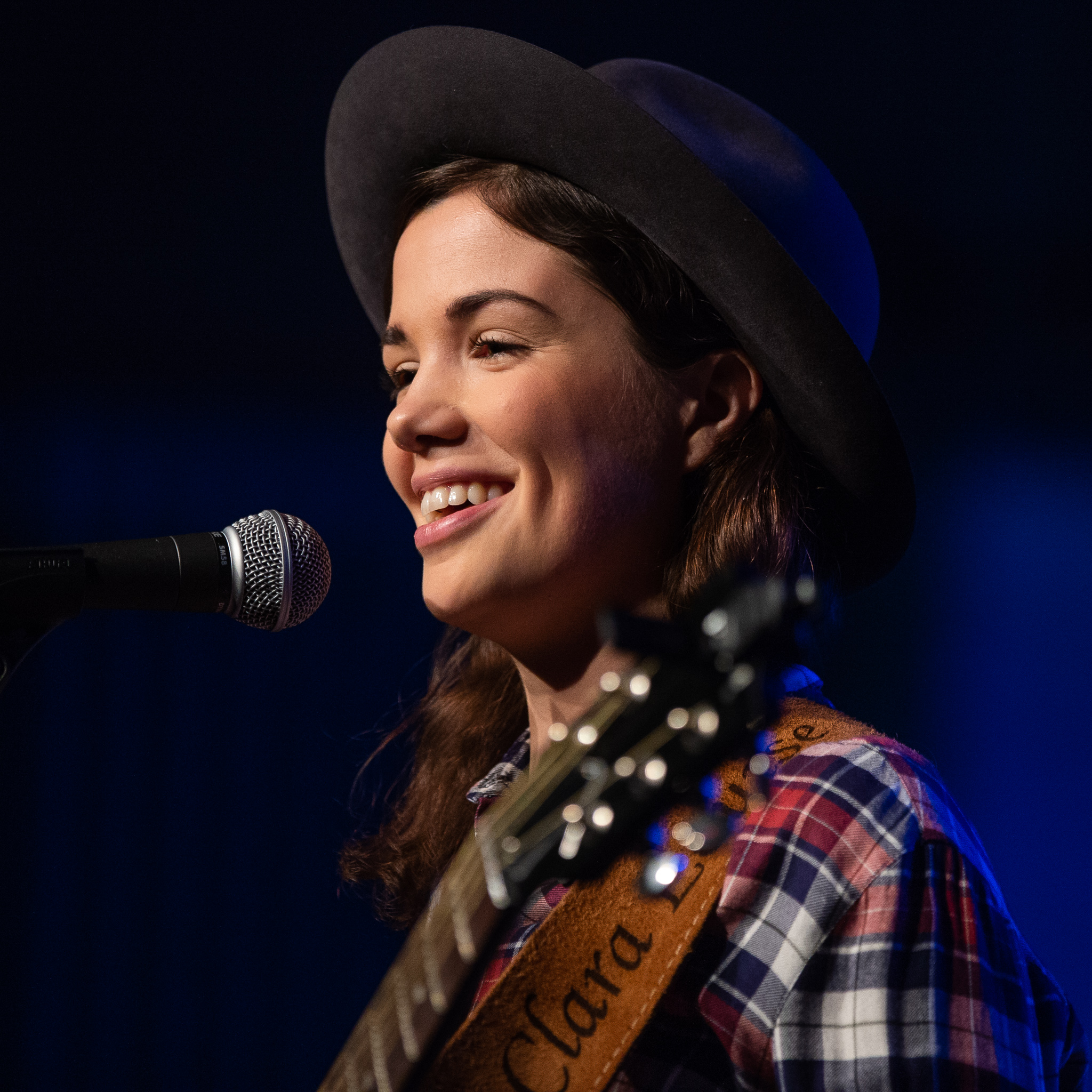
Clara Louise (2019)

Clara Louise (* 25. September 1992 in Lahnstein; bürgerlich Clara Güll, ursprünglich als Clara aktiv) ist eine deutsche Singer-Songwriterin und Lyrikerin.

## Karriere
Nach vielen musikalischen Tätigkeiten in ihrer Jugend nahm Clara mit zwölf Jahren erstmals an einem Casting teil. Bei Star Search (Sat.1) scheiterte sie an ihrem Lampenfieber. 2008 bewarb sie sich für das Onlinecasting von YoumeU. Dort wurde sie zur Favoritin und bekam schon vor dem Finale einen Plattenvertrag angeboten. Mit 16 Jahren zog sie aus Lahnstein bei Koblenz nach Salzburg.
Im Mai 2009 erschien ihre Debütsingle Same Blue Sky. Mit ihrer zweiten Single Guilty Pleasure schaffte sie den Sprung in die deutsche Hitparade. Auch die Folgesingle Until the End kam in die Charts. Ihr erstes Album mit dem Titel Magic erschien im April 2010. 2014 veröffentlichte Clara Louise eine Coverversion von Juliane Werdings Am Tag, als Conny Kramer starb. Sie gründete ihre eigene Werbeagentur und Plattengesellschaft. Ende März 2015 präsentierte der Radiosender WDR4 ihren Song Irgendwann als Song der Woche.
Im März 2018 veröffentlichte Clara Louise ihr zweites deutschsprachiges Album Die guten Zeiten über das Label RCA, einem Teil von Sony Music Entertainment. Vorab veröffentlichte sie die Singles Sommer gerettet, Aufstehen, Kein Beweis und Bis wir bei uns sind. Mit Die guten Zeiten trat sie im ZDF-Morgenmagazin auf und begleitete im selben Jahr die Band Glashaus als Support-Act auf Deutschlandtour.
Ab dem Alter von 13 Jahren schrieb Clara Louise Gedichte. Im Dezember 2018 veröffentlichte sie mit „Von verlassenen Träumen & einem leichteren Morgen“ einen eigenen Gedichtband. Am 18. Januar 2019 erschien ihr neues Album „Wenn man nichts mehr vermisst“, welches über ihr eigenes Label 47 Music veröffentlicht wurde. 2020 folgte das Album „Verbunden“, auf welchem sie erstmals ihre Musik und Lyrik miteinander verbindet.
Die Gedichtbände „Stimme der Leisen“ (2020) und „Golden - Vom Funkeln des Lebens“ (2021) belegten in der Veröffentlichungswoche Platz 21 der SPIEGEL-Bestsellerliste „Belletristik Hardcover“.
2021 sprach sie als Gast in der vierten Folge des NDR-Info-Podcasts Raus aus der Depression (Moderation: Harald Schmidt) über ihre Depression.

## Diskografie

### Studioalben
| Jahr | Titel Musiklabel                      | Anmerkungen                                     |
| ---- | ------------------------------------- | ----------------------------------------------- |
| 2010 | Magic NEO / YoumeU                    | Erstveröffentlichung: 29. Januar 2010 als Clara |
| 2015 | Erde Believe Digital                  | Erstveröffentlichung: 5. Juni 2015              |
| 2018 | Die guten Zeiten RCA                  | Erstveröffentlichung: 16. März 2018             |
| 2019 | Wenn man nichts mehr vermisst 47Music | Erstveröffentlichung: 11. Januar 2019           |
| 2020 | Verbunden 47Music                     | Erstveröffentlichung: 25. September 2020        |
| 2022 | Enough is Enough 47Music              | Erstveröffentlichung: 2022                      |

### Singles
| Jahr | Titel Album                                         | Höchstplatzierung, Gesamtwochen, AuszeichnungChartsChartplatzierungen (Jahr, Titel, Album, Platzierungen, Wochen, Auszeichnungen, Anmerkungen) | Anmerkungen                                                              |
| Jahr | Titel Album                                         | DE | Anmerkungen                                                              |
| ---- | --------------------------------------------------- | --- | ------------------------------------------------------------------------ |
| 2009 | Same Blue Sky Magic                                 | — | Erstveröffentlichung: 26. Mai 2009 als Clara                             |
| 2009 | Guilty Pleasure Magic                               | DE77 (1 Wo.)DE | Erstveröffentlichung: 18. September 2009 als Clara                       |
| 2009 | Until the End Magic                                 | DE66 (2 Wo.)DE | Erstveröffentlichung: 6. November 2009 als Clara                         |
| 2011 | Happy Birthday (Once Again) –                       | — | Erstveröffentlichung: 1. Juli 2011 feat. Fabian Buch                     |
| 2011 | Black Veil –                                        | — | Erstveröffentlichung: 16. September 2011                                 |
| 2014 | Am Tag als Conny Kramer starb Erde                  | — | Erstveröffentlichung: 12. September 2014 Original: Juliane Werding       |
| 2015 | Auf ewig Dein Erde                                  | — | Erstveröffentlichung: 23. Januar 2015                                    |
| 2015 | Irgendwann Erde                                     | — | Erstveröffentlichung: 17. April 2015                                     |
| 2015 | Das Leben geht weiter Erde                          | — | Erstveröffentlichung: 5. Juni 2015                                       |
| 2017 | Sommer gerettet Die guten Zeiten                    | — | Erstveröffentlichung: 23. Juni 2017                                      |
| 2017 | Aufstehen Die guten Zeiten                          | — | Erstveröffentlichung: 11. August 2017                                    |
| 2017 | Kein Beweis Die guten Zeiten                        | — | Erstveröffentlichung: 20. Oktober 2017                                   |
| 2018 | Bis wir bei uns sind Die guten Zeiten               | — | Erstveröffentlichung: 19. Januar 2018                                    |
| 2018 | Nicht mehr zu retten Wenn man nichts mehr vermisst  | — | Erstveröffentlichung: 21. September 2018                                 |
| 2018 | Halt mich noch einmal Wenn man nichts mehr vermisst | — | Erstveröffentlichung: 2. November 2018                                   |
| 2018 | Dezembernacht Wenn man nichts mehr vermisst         | — | Erstveröffentlichung: 30. November 2018                                  |
| 2019 | Wenn man nichts mehr vermisst                       | — | Erstveröffentlichung: 11. Januar 2019                                    |
| 2019 | Was wir waren Wenn man nichts mehr vermisst         | — | Erstveröffentlichung: 18. Januar 2019                                    |
| 2020 | Wann fängt dein Leben an? Verbunden                 | — | Erstveröffentlichung: 10. Januar 2020                                    |
| 2020 | Deine Heimat Verbunden                              | — | Erstveröffentlichung: 31. Januar 2020                                    |
| 2020 | Für immer weiter Verbunden                          | — | Erstveröffentlichung: 15. Mai 2020                                       |
| 2020 | Es war mir eine Ehre Verbunden                      | — | Erstveröffentlichung: 7. August 2020                                     |
| 2023 | Hauptgewinn                                         | — | Erstveröffentlichung: 23. August 2023 Söhne Mannheims feat. Clara Louise |

## Publikationen
- Von verlassenen Träumen und einem leichteren Morgen, 1. Auflage, LOUD Media & Awareness GmbH, Salzburg 2018, ISBN 978-3964432988.
- Zurück zum alten Kirschbaum, 2019[5]
- Stimme der Leisen, 2020[6]
- Golden – Vom Funkeln des Lebens, 2021[7]
- Über mir die Wolke. Eine hoffnungsvolle Geschichte für dunkle Tage. Rowohlt, Hamburg 2021, ISBN 978-3-499-00600-5.